# ツボルグ

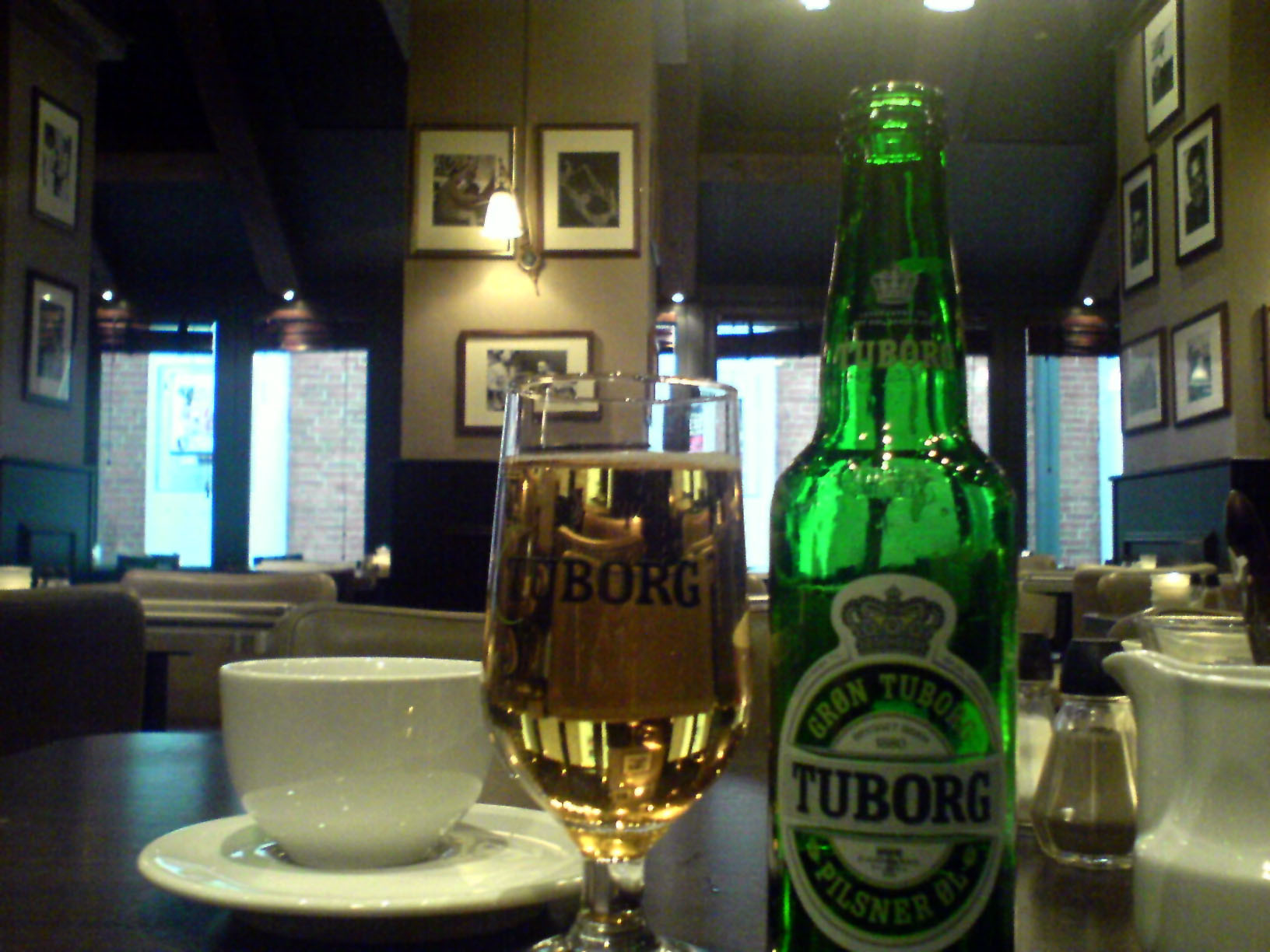
ツボルグの瓶とロゴが入ったグラス

ツボルグ（Tuborg）とはデンマークの酒造会社の名称。また、そこで醸造されるビールの銘柄である。経営的には現在、カールスバーグの子会社となっており、親会社と同様にピルスナースタイルを主軸にラインナップしている。日本での入手が難しいビール銘柄の一つである。
北大路魯山人はニューヨークで呑んだ該当ビールを「チュボルク」と記している。デンマーク語の発音は『トゥボ』に近く、『ツボー』のカタカナ表記も見られる。

## 歴史
1873年、実業家フィリップ・ヘイマン、投資家カール・フレデリック・ティットゲン、政治家グスタフ・ブロック、商人ルドルフ・プガードによってゲントフテヘレルプにTuborgs Fabrikkerとして設立される。
当初はデンマークの市場向けに、ペール・ラガースタイルのビールを醸造していた。
1903年にカールスバーグと提携し、1970年にはカールスバーグの子会社となった。
現在は出荷先の市場に合わせた様々なラガービールと、季節もののシーズンビールを醸造している。

## デンマーク国外への展開
インドにおいては、2009年よりツボルグの販売を開始。2012年度のインド国内ビール総売上のシェア4.5%を獲得し、2億7500万ケースを販売した。インド国内のビール売り上げとしては第4位となり、輸入ビールがベスト5に入った初の事例となった。
カールスバーグベトナム(Carlsberg Vietnam)を通じ、2015年からツボルグのマーケティングをベトナム国内で行い、2016年4月よりベトナム市場にツボルグの販売を開始した。
下川裕治は2018年にネパールのカトマンズからポカラへ移動した際にツボルグの看板を多数みかけている。ただし、店舗での提供はないことも多かったとのこと。

## 銘柄
ツボルグ・グリーン(Grøn Tuborg)
アルコール度4.6%。ピルスナー。
ツボルグ・ゴールド(Guld Tuborg)
アルコール度5.8%。ピルスナー。
ツボルグ・レッド(Rød Tuborg)
ツボルグ・クラシック(Tuborg Classic)
アルコール度数4.6%。
クラシック・ゴールデン(Classic Gylden)
アルコール度数4.6%。
ファイン・フェスティバル(Fine Festival)
アルコール度数7.5%。
Tuborg Påskebryg
度数5.7%。イースタービール。
Tuborg Julebryg
度数5.6%。クリスマスビール。
ツボルグ・スーパー・ライト(Tuborg Super Light)
アルコール度数0.1%。ビールテイスト飲料

## 備考
- 中東に展開したアメリカ軍兵士が、通常のアメリカビールの度数(5〜6%）より高い度数(7〜9%)のものを求めたため、要請に応じてツボルグの高アルコール度数の銘柄が供給されている。
- 北大路魯山人はエッセイ「デンマークのビール」で「日本を離れて一番美味かったビールはニューヨークのロシア料理店で出されたチュボルク」と書いている[1]。日本のビールはもとより、世界各国のビールよりもコクがあって美味いと評している[1]。